# BRUZZ (tijdschrift)
Dit overzicht is mogelijk incompleet; u kunt helpen door het uit te breiden.
BRUZZ is een gratis cultureel weekblad dat verschijnt op de achterzijde van de gelijknamige stadskrant.

## Geschiedenis
In 2002 werd Agenda gelanceerd als drietalige bijlage bij Brussel Deze Week. Het werd herdoopt tot Agenda Magazine en bracht een culturele agenda, tips, besprekingen en interviews. Het verscheen elke week als apart tijdschrift en met in juli en augustus twee uitgebreide zomernummers.
Sinds 2017 wordt het uitgegeven op de achterkant van het gratis weekblad BRUZZ.
Lijst van tijdschriften in België